# Mount Cross
Mount Cross ist ein 1005 m hoher Berg im westantarktischen Queen Elizabeth Land. In der zentralen Patuxent Range der Pensacola Mountains ragt er 4 km nordöstlich des King Ridge in den Anderson Hills auf.
Der United States Geological Survey kartierte ihn anhand eigener Vermessungen und Luftaufnahmen der United States Navy aus den Jahren zwischen 1956 und 1966. Das Advisory Committee on Antarctic Names benannte ihn 1968 auf Vorschlag des US-amerikanischen Polarforschers Finn Ronne nach dem Arzt Allan S. Cross, der an den Vorbereitungen zur Ronne Antarctic Research Expedition (1947–1948) in Fragen der medizinischen Ausrüstung und der Ernährung beteiligt war.